# Kolegijska cerkev Notre-Dame de Semur-en-Auxois
Nekdanja kolegijska cerkev Notre-Dame v Semur-en-Auxois (departma Côte-d'Or) je ena manj znanih mojstrovin gotske arhitekture v Burgundiji.

## Zgodovina
Kolegijsko cerkev je leta 1060 ali 1065 ustanovil vojvoda Robert I. Burgundski. Po izročilu se je burgundski vojvoda Robert I. odločil zgraditi novo cerkev v vzhodnem delu vasi kot odkupnino za umor svojega tasta, Dalmacea iz Semur-en-Brionnaisa.
Zaradi naraščajočega števila romanj (Semur je bil tudi postanek na veji Jakobove poti) je bila potrebna nova stavba, ki se je začela graditi leta 1225. 
V skladu z benediktinsko opatijo Flavigny-sur-Ozerain je ta prvotni priorat v 13. stoletju odstopil sedanji cerkvi, zgrajeni od leta 1225 naprej. Posvečena je Marijinemu vnebovzetju, njen kor pa je obrnjen proti vzhodu, proti vzhajajočemu soncu 15. avgusta.
Pomembne donacije, zlasti trgovskih cehov, so v 15. stoletju privedle do dodajanja stranskih kapel na severni ladji. Zahodna fasada z verando in stolpom nad križiščem je bila zgrajena v 14. stoletju. 
Cerkev je leta 1739 postala kolegijska cerkev. Temeljita obnova, ki jo je izvedel Eugène Viollet-le-Duc, se je začela leta 1844. Leto po gradbišču v Saint-Père-sous-Vézelayu je slednji predlagal ponudbo v višini 56.791 frankov za obnovo stavbe. V prvem povzetku iz leta 1847 Eugène Viollet-le-Duc navaja, da je bil vrh zvonika transepta obnovljen iz nič, steblo tega zvonika utrjeno (prav tako kot zatrep južnega transepta) in ogrodje kora prenovljeno. Dela, ki so se začela leta 1845, so se nadaljevala do leta 1854–55.

## Arhitektura
Stavba je triladijska bazilika z dvojnim stolpom, transeptom z osmerokotnim križnim stolpom in petladijskim korom z ambulatorijem in radialnimi kapelami. Najbolj primerljiva s stolnico v Auxerreju in Notre-Dame de Dijon, kolegijska cerkev v Semurju v manjšem merilu predstavlja klasični gotski arhitekturni slog Burgundije. Kor in transept sta razdeljena v tri nadstropja. Dvokrilna ali diafanska stena, ki je še posebej značilna za Burgundijo, je tukaj očitna v triforiju in svetlobnem nadstropju s prehodom. V koru arkade do ambulatorija podpirajo masivni okrogli stebri s popkovitimi kapiteli; nad imposti so služniki postavljeni na kockaste konzole, podobno kot v ladji v Dijonu. Ladja je bila prvotno tudi tri nadstropja visoka; triforij je bil odstranjen med prenovo v 14. stoletju. Sicer pa stavbo zaznamujejo oblike iz 13. stoletja, poševni okrogli stebri, prehod in lancetna okna brez krogov. Značilnost Semurja je razmerje med višino in širino v ladji in koru, kar daje prostoru strmo vitkost. Ta vtis poudarjajo neprekinjeni služniki v ladji do obokov (prim. Clamecy). V začetku 14. stoletja je bil zahodni podaljšek stavbe predhodno dokončan z zadnjimi tremi okni, stolpi nad stranskima ladjama in preddverjem, preden so bile v 15. in 16. stoletju dodane stranske kapele. Kompleks s tremi portali je imel obsežen figuralni program, ki pa je popolnoma uničen. Madona, ki zdaj stoji pri portalnem stebru, je bila sem postavljena pozneje. Nad preddverjem so ohranjene poznogotske kamnite figure evangelistov. Na križišču si lahko ogledamo figure z amforami, ki simbolizirajo rajske reke.
Očarljiv stranski portal iz okoli leta 1250 na severnem kraku transepta, Porte des Bleds, ki ga je prej varovala dvonadstropna veranda, v dveh registrih timpanona prikazuje zgodbo apostola Tomaža z naslednjimi prizori: Tomaževa nejevernost; potovanje v Indijo; pojedina, na kateri kuhar udari Tomaža, zaradi česar mu odpade roka; Tomaž razdeli denar, ki ga je prejel od kralja za gradnjo palače, revnim. Kralj ga da zapreti. Kralj se spreobrne, ko Tomaž razloži, da je s svojimi darovi revnim pridobil nebeško palačo. Upodobitve mesečnih del se pojavljajo v arhivoltah.

## Oprema
Cerkev ima bogato opremo iz 15. do 17. stoletja, vključno z vitraži, kamnitimi skulpturami ter lesenimi in kovinskimi deli. Posebej velja omeniti grobno skupino iz poznega 15. stoletja, preneseno iz karmeličanskega samostana leta 1791, ki velja za eno najlepših te vrste v Burgundiji in slogovno blizu tistim kiparjem, ki so leta 1470 dokončali grobnico Ivana Neustrašnega v kartuziji Champmol.
- Kor in transept s križiščem
- Vitraji (detajl)
- Grobna skupina